# Bruno (biskup Augsburga)
Bruno (zm. 6 kwietnia lub 24 kwietnia 1029 r. w Ratyzbonie) – kanclerz, w latach 1006–1029 biskup Augsburga.
Bruno był synem Henryka Kłótnika i Gizeli Burgundzkiej, młodszym bratem cesarza Henryka II. W latach 1002–1005 z powodu konfliktu z bratem przebywał na Węgrzech. Pomagał tam swojemu szwagrowi królowi Stefanowi I w organizowaniu administracji. W 1005 r. Henryk II mianował Brunona kanclerzem w miejsce Gilberta, a w następnym roku biskupem Augsburga. Mimo to stosunki pomiędzy braćmi były często napięte. Po śmierci Henryka II Bruno został jednym z najbliższych doradców jego następcy Konrada II. W 1026 r. władca powierzył mu opiekę nad swoim synem i następcą, późniejszym cesarzem Henrykiem III. Ta decyzja oznaczała faktycznie również powierzenie mu regencji w czasie włoskiej wyprawy Konrada (1026–1027). Na Wielkanoc 1027 r. Bruno wraz z następcą tronu uczestniczył w Rzymie w koronacji cesarskiej Konrada II. Był ostatnim przedstawicielem dynastii Ludolfingów. 

## Literatura
- Herwig Wolfram: Konrad II. 990-1039, Kaiser dreier Reiche. Beck, München 2000, ISBN 3-406-46054-2